# Silvio Baracchini
Silvio Baracchini (né le 28 août 1950 à Gênes) est un joueur de water-polo italien qui remporte la médaille d'argent en 1976 lors des Jeux olympiques de Montréal.